# Adriano Mantelli
Adriano Mantelli (Parma, 13 febbraio 1913 – Firenze, 6 maggio 1995) è stato un aviatore, militare e imprenditore italiano.
Fu, con lo pseudonimo di Arrighi, il primo pilota nazionalista a diventare un asso dell'aviazione durante la Guerra di Spagna. Nel dopoguerra si dedicò alla costruzione di motoalianti e aerei leggeri di successo, progettati da lui stesso, e quale pilota di alianti partecipò vittoriosamente a diverse competizioni internazionali e stabilì record mondiali per la categoria riconosciuti dalla Fédération Aéronautique Internationale.

## Biografia
Nacque a Cortile San Martino il 13 febbraio 1913, figlio di Massimino, imprenditore edile, e di Valentina, commerciante. Visse l'infanzia nel quartiere di San Leonardo, frequentando successivamente il Regio Istituto d'Arte "Paolo Toschi" di Parma,  assieme ad un altro futuro pilota: Giuseppe Cenni. Ancora in giovanissima età fu attratto dal volo a vela, e la passione divenne tale che egli andava in bicicletta fino a Cantù per frequentare le lezioni presso la locale Scuola di volo a vela. Nel 1929 fondò una piccola società, la S.D.A.M., i cui componenti, sotto la sua direzione, costruirono un aliante libratore che lui stesso collaudò durante l'anno successivo.  Nel 1931 si dedicò alla progettazione di un vero aliante, conseguendo l'anno successivo il brevetto per poterlo pilotare. Dopo essersi diplomato entrò nella Regia Aeronautica, dove nel 1934 prese il brevetto di pilota militare, assegnato alla specialità caccia con il grado di sottotenente di complemento. Il 7 ottobre dello stesso anno entrò in servizio permanente effettivo (s.p.e.), assegnato al 1º Stormo Caccia Terrestri, equipaggiato con i Fiat C.R.20, sulla base di Campoformido.  Nel 1935, dopo lo scoppio della guerra d'Etiopia viene trasferito presso la Squadriglia Caccia costituita in seno al Reparto Sperimentale Volo di Guidonia. Tale squadriglia, equipaggiata con i caccia Fiat C.R.32 era espressamente destinata alla difesa della capitale.

### La guerra in Spagna
Dopo lo scoppio della guerra civile in Spagna fu inviato, assieme a numerosi piloti del 6º Stormo, al comando del tenente Dante Oliviero, in aiuto alle truppe nazionaliste al comando del generale Francisco Franco Bahamonde. Nella notte tra il 27 e il 18 agosto 1936 Oliviero sbarcò nel porto di Vigo, e con i piloti ai suoi ordini fu costituita la 1ª Escuadrilla de Caza del Tercio (da settembre chiamata Cucaracha), dotata di 9 velivoli Fiat C.R.32, immediatamente inviata via ferrovia, sull'aeroporto di Siviglia-Tablada per iniziare l'addestramento. Al termine di un difficoltoso periodo di ambientamento il suo reparto fu trasferito sull'aeroporto di Càceres per iniziare le operazioni contro le forze repubblicane presenti nella valle del Tajo. L'8 settembre abbatté il suo primo aereo, un caccia Dewoitine D.371, seguito il 16 dello stesso mese da un Nieuport-Delage NiD-52 abbattuto sul fronte di Toledo. Il 18 settembre conseguì una nuova vittoria a spese di un caccia Loiré 46 C1, seguito quindi da due bombardieri Potez 540, il primo distrutto in collaborazione il giorno 22, e il secondo abbattuto singolarmente il giorno 26.  Trasferito a Córdoba, in Andalusia, tra l'8 e il 9 ottobre distrusse un ricognitore Breguet XIX e un caccia NiD.52. A causa dell'incessante attività dei vecchi biplani repubblicani contro le truppe nazionaliste della regione venne predisposta una serie di incursioni contro l'aeroporto di Andújar, loro base di partenza. Al mattino del 16 ottobre un bombardiere Savoia Marchetti S.M.81 Pipistrello, con la scorta di tre C.R.32, si presentò sulla verticale di Andújar, ma i velivoli repubblicani decollarono prima che il bombardiere sganciasse le bombe, e i caccia nazionalisti si gettarono all'inseguimento dei Breguet XIX e dei Nieuport-Delage NiD-52 che stavano sparpagliandosi in ogni direzione.  Durante il seguente combattimento abbatté un Breguet XIX che si schiantò al suolo nei pressi dell'aeroporto, e nel pomeriggio dello stesso giorno durante una nuova incursione su Andujar distrusse un NiD-52 che stava attaccando i bombardieri S.81.
Verso il 20 ottobre il suo aereo fu trasferito a Avila, insieme a quelli di altri due piloti, per contrastare le incursioni dei Breguet XIX repubblicani che agivano indisturbati nel settore San Martin de Valdeglesias-El Escorial. Nel pomeriggio del 27 ottobre abbatté due Breguet XIX, il primo dei quali senza sparare un colpo di mitragliatrice in quanto l'equipaggio si lanciò col paracadute prima che egli potesse portarsi a distanza di tiro. Il 30 dello stesso mese abbatté un Potez 540 in collaborazione con altri due piloti a Llescas, e ne danneggiò gravemente un secondo a Getafe, tanto che l'aereo venne radiato per i danni riportati. Il 2 novembre distrusse uno dei nuovi bombardieri Tupolev SB. repubblicani su Talavera la Real, e conseguì l'ultima vittoria in terra di Spagna il 12 febbraio 1937  quando distrusse, in collaborazione con altri piloti, un Potez 540 che si schiantò al suolo durante un atterraggio di emergenza sull'aeroporto di Llanos de Dalias. A causa del prolungato combattimento i danni patiti dal propulsore lo costrinsero ad effettuare un atterraggio su una spiaggia sabbiosa a motore spento, in una zona ancora in mano ai repubblicani. Sfuggito alla cattura, fu successivamente recuperato da un reparto motorizzato del C.T.V. insieme al suo caccia danneggiato. All'inizio del mese di marzo venne trasferito in forza alla 4ª Escuadrilla del XVI Gruppo de Caza "Cucharacha"  di stanza sull'aeroporto di Almazán, partecipando all'offensiva del C.T.V. sul fronte di Guadalajara. L'8 maggio 1937 il pilota  Duilio Fanali effettuò la sua prima missione in terra spagnola in seno alla 65ª Squadriglia. Si trattava di una missione di ricognizione su Castuera, effettuata insieme all'asso tenente Mantelli, che era stato temporaneamente assegnato all'unità.

### L'attività di volo e vela e la Seconda Guerra Mondiale
Rientrato in Italia nel corso del 1937  svolse,  parallelamente all'attività di volo nella Regia Aeronautica, un'intensa attività sportiva volovelistica ad Asiago e a Sezze, dove stabilì i primi record nazionali di durata e di distanza per alianti monoposto e biposto. Vinse tutte le gare nazionali organizzate dall'Aero Club d'Italia ad Asiago negli anni 1937, 1938 e 1939, nonché i Littoriali del Volo a Vela del 1938, ed ebbe l'onore di essere uno dei tre piloti internazionali designati dall'ISTUS per la scelta dell'aliante olimpionico, effettuata a Sezze nel 1939. Allo scoppio della seconda guerra mondiale, nel settembre 1939, era collaudatore e pilota sperimentatore presso il Centro Sperimentale di Guidonia, dove contribuì a risolvere i problemi di autorotazione che affliggevano il moderno monoplano Aermacchi C.200 Saetta. Il 12 febbraio 1940, fu promosso capitano,  e continuò a prestare servizio a Guidonia fino al 1942, riscuotendo l'ammirazione di Benito Mussolini. Nel 1941 a Napoli, dove collaudava temporaneamente aerei da combattimento, costruì il suo primo aereo leggero, l'AM-6. All'inizio del 1943 fu definitivamente trasferito presso la Direzione Costruzioni Aeronautiche di Napoli, ma ciò non gli impedì di partecipare a missioni di combattimento, come l'intercettazione di un gruppo di bombardieri Boeing B-17 Flying Fortress reduci da un bombardamento su Frascati a bordo di un caccia Aermacchi C.202 Folgore, effettuata il giorno della proclamazione dell'armistizio. Dopo l'8 settembre 1943 decise di aderire alla Repubblica Sociale Italiana.

### Nell'Aeronautica Nazionale Repubblicana
Entrato, come numerosi altri piloti, nelle file dell'Aeronautica Nazionale Repubblicana, continuò la sua attività di collaudatore e istruttore per velivoli da caccia Fiat G.55 Centauro. Fu soltanto nell'inverno del 1944 che riuscì a far nascere in seno all'A.N.R. la specialità aliantistica, ricostituendo in via ufficiosa a Cascina di Costa, un Nucleo Volo Senza Motore riconosciuto ufficialmente dalle autorità preposte soltanto nel marzo del 1945. Vi affluirono alcuni tra i piloti aliantisti già brevettatisi nel corso "Aquila", nonché numerosi altri ufficiali e sottufficiali in forza all'A.N.R. I mezzi a disposizione erano molto modesti, per il traino vi erano alcuni AVIA FL. 3, mentre gli alianti in dotazione erano i CVV 2 Asiago, insieme al prototipo del CVV 6 Canguro. L'attività del reparto fu sempre ostacolata dalla mancanza di carburante per i velivoli addetti al traino, che imponeva ai piloti degli FL.3 di spegnere il motore appena sganciato l'aliante, atterrando in volo planato, trasformandoli loro malgrado in altrettanti aliantisti. Nel marzo 1945 effettuò i collaudi della versione aerosilurante del caccia Fiat G.55, designata G.55S. Tale versione, armata con un siluro Whitehead da 987 kg, volò per la prima volta a Venegono, effettuando le prove di sgancio dell'arma decollando da Lonate Pozzolo e sganciando il siluro ad Oleggio, sul poligono del Ticino. L'attività del N.V.S.M. proseguì fino al 23 aprile 1945, e due giorni dopo i partigiani circondarono l'aeroporto richiedendo la resa del reparto, che fu rifiutata fino al 28 aprile quando una delegazione del CLN consegnò a Mantelli l'ordine d'arrendersi emanato dal maggiore Adriano Visconti, comandante del 1º Gruppo caccia "Asso di bastoni".

### L'attività nel secondo dopoguerra

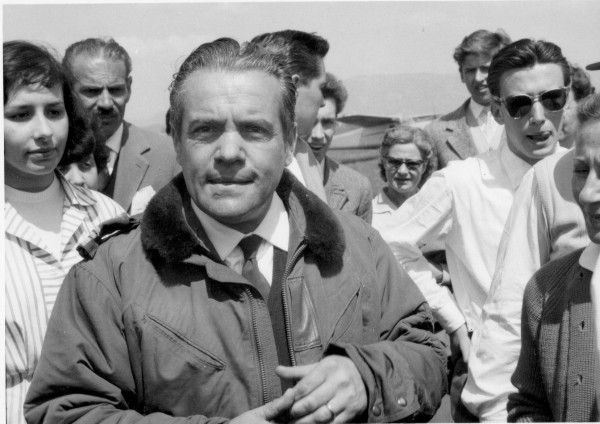
Adriano Mantelli a Ronchi dei Legionari negli anni 60

Nel primo dopoguerra, in quanto aderente all'Aeronautica Nazionale Repubblicana, fu sottoposto a procedimento di epurazione e allontanato dalla neocostituita Aeronautica Militare.
Nel 1949 il governo argentino, per dare impulso alla propria industria aeronautica, assunse sia in Germania che in Italia un gruppo di ingegneri e piloti. Tra gli altri emigrarono in Argentina il professor Walter Giorgii, l'ingegnere Kurt Tank, i fratelli Horten, l'ingegnere Cesare Pallavicino, e i piloti aliantisti Plinio Rovesti e Adriano Mantelli (che fu il creatore del primo motoaliante argentino). La permanenza in Argentina durò tre anni, e tra l'altro egli stabilì il primato nazionale italiano di distanza libera per alianti monoposto, volando da Merlo (Buenos Aires) a La Paz (Entre Rìos) per complessivi 440 km.  Ritornato in Italia nel 1951 rientrò in seno all'A.M.I. costituendo il Centro Militare di Volo a Vela, avente sede dapprima sull'Aeroporto dell'Urbe (Roma), e poi a Guidonia.
Nel 1952 partecipò ai Campionati Mondiali di Volo a Vela, disputati in Spagna, classificandosi al 4º posto nella classe biposto, e stabilendo il primato italiano di distanza prefissata con un volo di 123 km. Nel 1953 su incarico dell'Aeronautica Militare, dell'Aviazione Civile e dell'Aero Club d'Italia, costituì il Centro Volovelistico di Rieti, organizzandovi il primo corso nazionale per i piloti istruttori di volo a vela.
Nel 1954 partecipò con la squadra italiana ai Campionati Mondiali di Champhill, in Inghilterra, classificandosi al 2º posto nella classe biposto, e in quello stesso anno stabilì a Vigna di Valle il primato italiano di durata per alianti monoposto con 24 ore e 15 minuti di volo, unitamente ai primati di guadagno di quota e di altezza assoluta. Nel 1955 stabilì il nuovo primato di durata per alianti biposto con un volo di 28 ore, seguito dal primato di distanza libera per biposto con 217 km. Dopo un lungo periodo dedicato alla progettazione e alla sperimentazione di velivoli leggeri, il 17 febbraio 1962 stabilì col suo "AM-12 Argentina" il primato internazionale di quota per aviogetti con peso massimo al decollo di kg 500, raggiungendo l'altitudine di 6.700 metri.  Il 9 maggio dello stesso anno, dopo aver trasformato un vecchio aliante CVV 6 Canguro in monoposto ad ala media, gli applicò un motore a reazione Turbomeca "Palas" e conquistò il primato mondiale di quota assoluta per i velivoli di peso inferiore a 800 kg a pieno carico, raggiungendo una quota di 10.200 metri. Il 16 aprile 1964, volando sempre a bordo dell'AM-12 Argentina dotato di motore a elica, stabilì il primato internazionale per velivoli del peso massimo al decollo di 500 kg, raggiungendo la quota di 8.736 metri. Per queste imprese fu insignito in entrambi gli anni della "Medaglia Louis Blériot" da parte della Fédération Aéronautique Internationale.
Si spense a Firenze il 6 maggio 1995, stroncato da un arresto cardiaco su un treno che da Roma, dove viveva da molti anni, lo stava portando a Varese per un raduno dell'Associazione pionieri del volo. Al suo attivo aveva circa 10.000 ore di volo effettuate su circa 200 tipi diversi di velivoli.

### Dediche e riconoscimenti
Gli è stata dedicata una via di Parma e il portale web dell'Aeronautica Militare ha proposto una pagina, intitolata "I grandi aviatori", dove vengono citate le maggiori personalità storiche dell'aviazione italiana, ponendo Mantelli tra di esse.

## Vittorie
In Spagna il sottotenente Adriano Mantelli ottenne complessivamente 11 vittorie confermate, e 2 in collaborazione. In più un aereo individualmente danneggiato così gravemente da essere successivamente radiato, e un altro danneggiato e messo fuori uso in collaborazione.
| Nr | data              | compagnia                         | aereo       | avversario             | località         |
| 1  | 11 settembre 1936 | 1ª Escuadrilla de Caza del Tercio | Fiat C.R.32 | Dewoitine D.371        | valle del Tajo   |
| 2  | 16 settembre 1936 | 1ª Escuadrilla de Caza del Tercio | Fiat C.R.32 | Nieuport-Delage NiD-52 | valle del Tajo   |
| 3  | 18 settembre 1936 | 1ª Escuadrilla de Caza del Tercio | Fiat C.R.32 | Loire 46 C1            | Talavera         |
| 4  | 26 settembre 1936 | 1ª Escuadrilla de Caza del Tercio | Fiat C.R.32 | Potez 540              | fronte di Toledo |
| 5  | 8 ottobre 1936    | 1ª Escuadrilla de Caza del Tercio | Fiat C.R.32 | Breguet XIX            | Cordoba          |
| 6  | 9 ottobre 1936    | 1ª Escuadrilla de Caza del Tercio | Fiat C.R.32 | Nieuport-Delage NiD-52 | Cordoba          |
| 7  | 16 ottobre 1936   | 1ª Escuadrilla de Caza del Tercio | Fiat C.R.32 | Breguet XIX            | Andujar          |
| 8  | 16 ottobre 1936   | 1ª Escuadrilla de Caza del Tercio | Fiat C.R.32 | Nieuport-Delage NiD-52 | Andujar          |
| 9  | 27 ottobre 1936   | 1ª Escuadrilla de Caza del Tercio | Fiat C.R.32 | Breguet XIX            | Escorial         |
| 10 | 27 ottobre 1936   | 1ª Escuadrilla de Caza del Tercio | Fiat C.R.32 | Breguet XIX            | Escorial         |
| 11 | 2 novembre 1936   | 1ª Escuadrilla de Caza del Tercio | Fiat C.R.32 | Tupolev SB             | Talavera         |

### Periodici
- Ferdinando Pedriali, Adriano Mantelli, in Storia Militare, Parma, Ermanno Albertelli Editore, dicembre 1999, ISSN 1122-5289.
- Giorgio Gandolfi, Mantelli, un asso dell'aria, in Gazzetta di Parma, Parma, giugno 2013.
- G.Sitti, Eroismo dei legionari, 1940, in Gazzetta di Parma, Parma, maggio 1995,  p. 10.